# Christian Wilhelm Gericke
Christian Wilhelm Gericke (* 5. April 1742 in Colberg, Pommern; † 2./3. Oktober 1803 auf einer Reise) war ein deutscher Pietist und evangelischer Missionar.
Der aus Pommern stammende Gericke wurde am 11. August 1763 in der Hofkapelle von Schloss Wernigerode zum Missionar ordiniert und nach Ostindien entsandt, wo er als Pastor tätig wurde. Das Tagebuch seiner Reise nach Indien erschien 1773 im Verlag des Waisenhauses Halle (Saale) in Druck und trägt den Titel: Merkwürdige Seereise von London nach Ceylon und Cudelur in den Jahren 1766 und 1767. Weitere Werke von Gericke sind Kurze Nachricht von dem Leben und Tode des englischen Missionarius Herrn Schwarz, erschienen in: Neuere Geschichte der evangelischen Missionsanstalten zu Bekehrung der Heiden in Ostindien, 55 (1799), S. 641–645 und nochmals abgedruckt in: Sammlungen für Liebhaber christlicher Wahrheit und Gottseligkeit, 15 (1800), S. 165–174.
Als evangelischer Missionar war er sowohl in Cuddalore, als auch ab 1788 in Madras (heute: Chennai) tätig.
Er heiratet 1769 in Cuddalore Anna Sophie Hüttemann, eine Tochter der Georg Heinrich Conrad Hüttemann (1728–1781), der ebenfalls als Missionar 1750 nach Indien und in Cuddalore arbeitete.